# 알카사르 (톨레도)

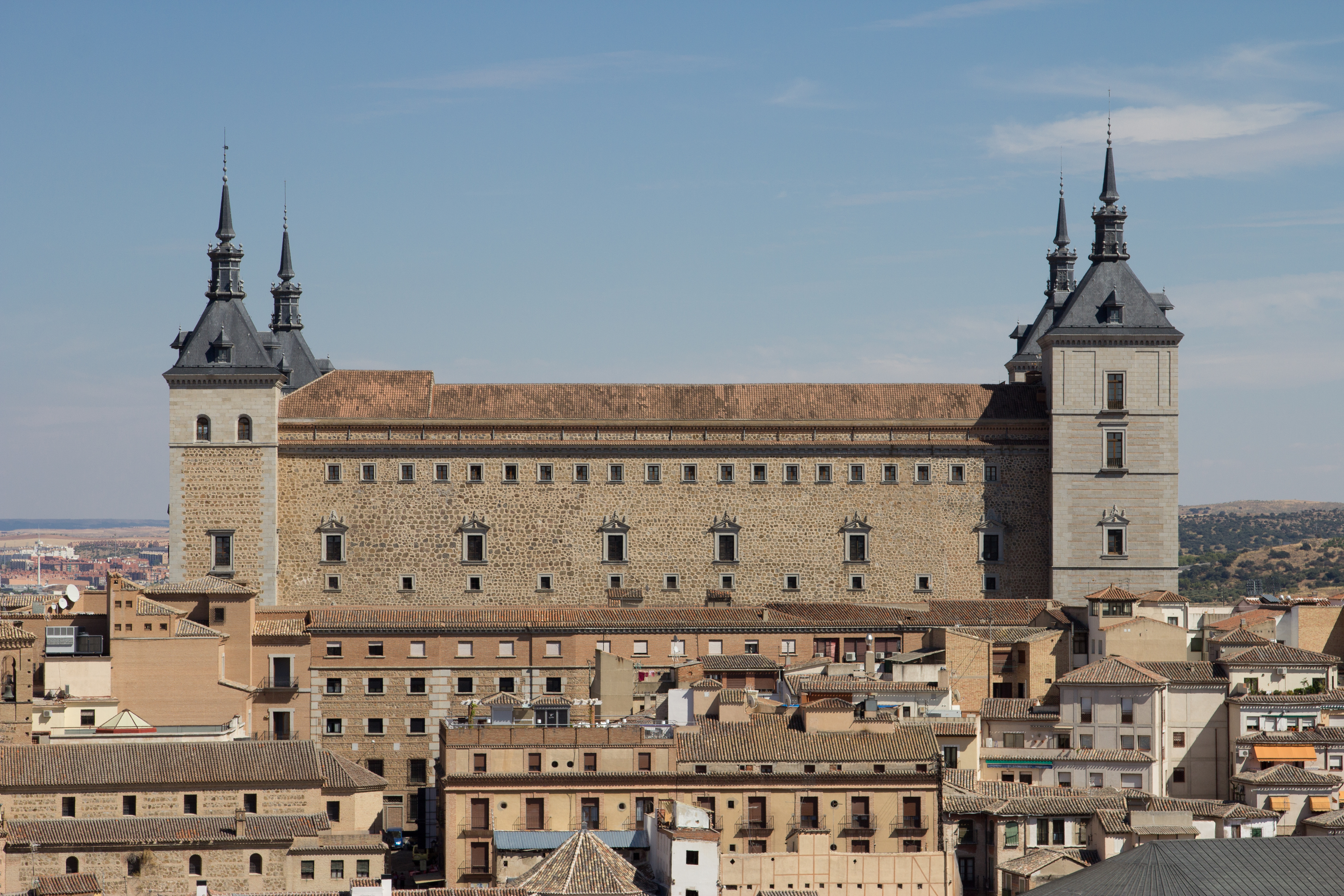
알카사르

알카사르(스페인어: Alcázar de Toledo)는 스페인 톨레도의 알카사르로, 유네스코의 세계유산에 등록되어 있다.